# Mercedariánský klášter (Paříž)
Mercedariánský klášter (francouzsky Couvent de la Merci) byl klášter v Paříži, který se nacházel ve čtvrti Marais v dnešním 3. obvodu. Klášter nechal postavit v letech 1727–1731 řád mercedariánských rytířů. Klášter byl zrušen v roce 1790. Jeho budovy, které jsou od roku 1984 chráněny jako historická památka, se nacházejí v Rue des Archives č. 45.

## Historie
Marie Medicejská pozvala v roce 1613 do Paříže zástupce řádu mercedariánských rytířů, aby zde na místě bývalého hospice a kaple založené v roce 1348 v Rue de Chaume (dnes Rue des Archives) založili svůj klášter. Klášter postavil architekt Charles Chamois v 17. století. Nové klášterní budovy postavil v letech 1727–1731 architekt Pierre François Godot, který ponechal některé prvky původní stavby ze 17. století. Budova je postavena na půdorysu ve tvaru písmene U okolo nádvoří uzavřeného branou vedoucí na ulici. Na fasádě jsou dvoje sluneční hodiny (jedny na budově v zadní části nádvoří, druhé na pravém křídle). Corps de logis má schodiště z 18. století.
Klášter byl za Francouzské revoluce uzavřen a budova byla v roce 1799 prodána jako národní majetek a přeměněna na správní a obchodní budovu. Na konci 20. století byla budova restaurována a přeměněna na byty. Na nádvoří byly odstraněny novodobé přístavby. Portál, fasády, vnitřní schodiště a sluneční hodiny jsou chráněny jako historické památky.
Klášterní kostel na Rue des Archives č. 47, na rohu Rue de Braque vytvořil architekt Charles Chamois, jeho fasádu přestavěl v roce 1709 Germain Boffrand. Kostel byl z větší části zbořen v 1799 a pozemek sloužil jako sklad uhlí. Poslední pozůstatky kostela byly odstraněny v roce 1877 při stavbě obytné budovy.